# ウルトラ警備隊
ウルトラ警備隊（ウルトラけいびたい）は、特撮テレビドラマ『ウルトラセブン』および「平成ウルトラセブン」と通称される一連のテレビスペシャルおよびオリジナルビデオシリーズに登場する架空の組織。

## 概要
地球防衛軍極東基地に拠点を置く。防衛軍人の中から選抜されたエリート部隊で、地球侵略を企む宇宙人に対するパトロール、戦闘が主な任務と設定されている。テレビシリーズでは6人の隊員で構成されている。ドラマの中心になって怪事件に対応する特殊部隊という役どころは、前作『ウルトラマン』の科学特捜隊を引き継いでいる。だが、あくまで大組織の中の一部隊として描かれ、彼らの他に上層部メンバーや一般隊員も多数登場することが大きな特色である。
「ウルトラ」の名称は地球防衛軍の精鋭部隊であることを示すものでウルトラ一族との関連はなく単なる偶然の一致、逆に「ウルトラセブン」のほうが「ウルトラ警備隊7人目の隊員」を意味する呼称とされている。また『ウルトラマン』放送中、後番組として宇宙ものやメカニックものとしての要素を打ち出すために、『ウルトラマンジュニア』を経て『ウルトラ警備隊』のタイトルで企画されたこともあった。
なお、英名は『ウルトラセブン』の本放送当時は特に用いられていなかったが、後年の『ウルトラマンメビウス』に登場するアーカイブドキュメントでは「Ultra Guard」（ウルトラ ガード）が用いられている。

## 隊員一覧

### テレビ版
キリヤマ・カオル
演 - 中山昭二
隊歴16年の38歳で東京都出身。警備隊の隊長を務め、冷静沈着かつ謹厳実直だが、情に厚い一面もあり、部下や上層部からの信頼も厚い。同期の親友である宇宙ステーションV3のクラタ隊長には「モグラ」と呼ばれている。占いや第六感的なものを信じる意外な一面も持つ。平成版では自宅が登場。
強い意思と信念を持ち、地球および地球人に危害を及ぼす者に対して敢然と立ち向かう優秀な指揮官であり、状況に即した決断をもって事態にあたる。ペガッサシティ爆破の一件では、事前の避難勧告を名誉ある任務と部下に告げているほか、アイロス星人に囚われた隊員のために進んで交渉に赴くなど、戦いを好まないうえに冷酷でもないが、相手を敵対者とみなした場合は交渉や調査より攻撃を優先することもある。その最たるノンマルトの海底都市への攻撃は、事実上の一方的な大虐殺であった。ただし、この攻撃に関してはすでにノンマルト側の破壊行為が行われて多くの人命も失われており、人類=地球人を守るウルトラ警備隊の指揮官からすれば、やむを得ない行動だったともいえる。また、その直前の自問自答の内容から、ノンマルトの声明を「先住民」を装う侵略者の常套句と断定した節がある。結果として先住民族の可能性がある文明を一方的に全滅させてしまったことや、攻撃直後の「我々の勝利だ！ 海底も我々人間のものだ！」という発言も、後の平成シリーズにおいて色々な波紋を残すこととなった。
現実世界の1997年には、中間管理職としてのキリヤマ隊長に着目し、リーダーシップ論に結び付けた書籍が出版されている。
- 演じる中山は、NET系ドラマ『特別機動捜査隊』のレギュラー出演（藤島班班長・藤島主任役）を1年休業して本作品に出演した。

『平成ウルトラセブン』
登場していないが、保安部によって暗殺されている。この設定は演じる中山が撮影直前に死去したことで誕生し、企画当初はノンマルトへの攻撃に関する裁判が行われるシーンが描かれる予定だった。
小説版『EPISODE：0』では老人となったキリヤマが登場。ノンマルト裁判で当時の心境を語った。

フルハシ・シゲル
演 - 石井伊吉→毒蝮三太夫
隊歴7年の29歳。柔道5段、空手5段で、地球防衛軍一の怪力を誇る。北海道出身で、実家は牧場を経営している。故郷には母・ユキ（市川春代）と妹・マナ（山口奈々）が住んでいる（母が牧場を継がせるために基地まで押し掛けたことがある）。ダン＝セブンとの別れでもダンの生存と再会を信じていた。
- 姓名の漢字表記は「古橋盛」で、名前の「シゲル」の由来は、照明担当だった新井盛から。当時の監督であった満田かずほによれば、第24話「北へ還れ！」の撮影の際に名前を呼ぶ必要が生じたため、その撮影に参加していた新井から名前および漢字を拝借したとのことである。第24話のシナリオでは、「圭太」という名前になっており、桑田次郎作の『少年マガジン』の漫画版ではこちらに準じていた。

『平成ウルトラセブン』
『ウルトラセブン 太陽エネルギー作戦』では隊長に昇格しており、『ウルトラセブン誕生30周年記念3部作』では参謀に昇格している。昭和版の隊員の中では唯一、ダンと再会した。この時点ですでに娘がおり、さらに孫が生まれるはずであった。
『最終章6部作』でヴァルキューレ星人に殺害されるが、後にノンマルト事件の真実を未来に遺す役割を負って1万年前の地球で蘇生され、コールドスリープされて「オメガファイル」として現代に復活する。
『EVOLUTION5部作』には登場しないが、小説版『EVOLUTION』ではイナガキ参謀の工作で名誉職に追い込まれた後、極東支部再建のために招集される姿が描かれた。

ソガ
演 - 阿知波信介
隊歴3年の25歳。射撃の腕前は地球防衛軍でもトップクラスで、大会ではいつも入賞している。しかし、第36話の大会では同期で地球防衛軍参謀本部のエリート隊員ヒロタに敗れ、優勝を逃した。ダンとはウマが合い、パトロールの時などコンビを組むことが多かったが、その分ダンが変身する前に気絶させられることも多い。第11話で一時的にダンが死亡した時は声をあげて泣いており、第48話ではいち早く彼の体調不良を察してパトロールの交代を申し出ている。一本気な性格の九州男児だが、13日の金曜日に不安を覚えたり占星術を嗜むなど迷信深い一面もあった。南部冴子（北林早苗）という婚約者がおり、「ソガくん」と呼ばれているため、アンヌにからかわれている。平成版には登場しない。
- 三枚目のキャラクターとして当初は設定されたが、阿知波の要望から二枚目半の役回りに変更となった。第28話のマンドリンは、阿知波の特技である。

アマギ
演 - 古谷敏
隊歴2年の24歳。名古屋出身の名プランナーで、宇宙人が使用する兵器の性能解析や電子計算機の操作に優れている。気弱で温厚な性格で、冷静かつ果断な人物だが、高所恐怖症であるうえ、幼いころに近所の花火工場が爆発したことから成人後も火薬の爆発への恐怖感を抱いているなど、小心な一面も持つ（火薬への恐怖は、スパイナー輸送任務を完遂したことで克服された）。珍しい血液型であったため、第31話ではダリーに操られた。第49話でもゴース星人に拉致されて地球防衛軍との連絡役にされている。ソガ同様、平成版には登場しない。

友里アンヌ
演 - 菱見百合子→ひし美ゆり子
隊歴2年の東京都出身。年齢は劇中では明言されないが、20歳と記した書籍もある。警備隊の紅一点で、平時は極東本部のメディカルセンターに医療班スタッフとして勤務しているが、実戦にも参加する。友人や身内が怪事件に巻き込まれることが多い。髪型は基本的にショートカットだが、満田かずほ監督の回などでは長髪のカツラを着用している。
基地内では基本的に警備隊紋章が左胸に入ったケーシー白衣姿。隊員服は出動時のみ着用している。
ダンとは次第に恋仲になっていき、第49話でダンの正体を知っても受け入れた。
『平成ウルトラセブン』
警備隊を退役してクスハラ博士（荻島真一）の弟と結婚し、「ダン」（青木海）という一児の母となっている。以降の作品には登場していないが、小説版『ウルトラセブン EPISODE：0』ではノンマルトが姿を借りている。
『ウルトラマンレオ』
第29話「運命の再会！ ダンとアンヌ」にアンヌと思しき女性が登場するも、ダンの問いかけに対してアンヌであることを頑なに否定する。劇中ではアンヌと明言されておらず、彼女がアンヌだったのか、よく似た別人だったのかは不明である。
『ULTRASEVEN X』
セブンやウルトラ警備隊が存在しない並行世界が舞台となっており、アンヌはジン（与座重理久）の脳裏に浮かぶ女性として登場。第12話では戦いを終えて『セブン』世界へ帰還したセブン=ダンが、アンヌのもとに帰ってくるシーンがある。
映画『大決戦!超ウルトラ8兄弟』
セブンやウルトラ警備隊が存在しない並行世界の住人として登場。ごく普通の女性として、ダンと結婚して夫婦（子供はいない）でハワイアンレストランを経営している。物語終盤で『セブン』世界のアンヌの記憶が覚醒する。

モロボシ・ダン
演 - 森次浩司→森次晃嗣
推定年齢23歳。第1話において警備隊に協力した風来坊で、クール星人による「人間蒸発事件」の謎を解き、その功績によって入隊。温厚かつ純粋な青年だが、透視、精神感応などの超感覚的知覚を持っており、正体は人間に擬態したM78星雲人=ウルトラセブンである。

### 平成ウルトラセブン
フルハシ・シゲル隊長については、#フルハシ・シゲルを参照。
カジ
演 - 影丸茂樹
『太陽エネルギー作戦』から登場した副隊長格の男性隊員。後にフルハシとともに参謀に昇格。隊員時代は熱血漢の好青年だったが、仲間を救えなかった悔しさから武力行使による地球防衛に固執するようになり、卑怯な手段さえも平然と用いるようになった。参謀に昇格後はタカ派として、ウルトラ警備隊の不要論と太陽系外の知的生命体がいる星の殲滅を掲げた「フレンドシップ計画」を推進。『最終章6部作』のラストではウルトラ警備隊と銃撃戦を繰り広げた末にセブンにまで銃口を向けたが、最終的にはタケナカ長官の命令に背いた結果自分も指揮官に銃口を向けながらも、躍起になってセブンに挑むが返り討ちにされるなどと因果応報の末路を辿る。その事態の原因となったオメガファイル事件後の動向は不明だが、セブンの実力に圧倒された彼は未だ前述の隊員時代からの出来事を引きずっていたのか、泣き崩れていた。
トーゴー
演 - 松山鷹志
テレビスペシャル版のみ登場の男性隊員。真面目な性格の熱血漢で、冷静な判断力を持つ、実質的な副隊長格。射撃の名手。
リサ
演 - 鈴木亜美
テレビスペシャル版のみ登場の女性隊員。少林寺拳法の有段者らしく、メトロン星人との戦いでは格闘技を仕掛けたが返り討ちにされた。
シラガネ・サンシロウ
演 - 南条弘二
『誕生30周年記念3部作』から登場。参謀に昇格したフルハシ指揮の下、新編成されたウルトラ警備隊の隊長に就任。沈着冷静で勘が鋭く、カザモリがウルトラセブンであることに最初に気づいた。隊長として厳しい判断をせざるを得ない場面も多い。ショウコ（島崎路子）という妻がいたが、病院に行く途中で車道に飛び出した子供を見つけ車から庇い事故死している。
カザモリ・マサキ
演 - 山﨑勝之
平成シリーズの主人公格で、実直だが若さ故か少々頼りなさを感じさせる男性隊員。女性隊員から「カザモリ君」と呼ばれることが多いが、本人は君付けで呼ばれることを嫌っている。セブンが人間態として姿を借りることが度々あり、『最終章6部作』でのヴァルキューレ星人戦で深手を負った際には、セブンが所持するカプセルに収容され治療を受けていた。『EVOLUTION5部作』では隊を予備役となり、セブンが姿を借りていた時のような落ち着き払った性格に変わっている。

シマ・ケイスケ
演 - 正岡邦夫
シラガネの補佐的な役割を担う副隊長格。地球防衛軍の食堂のメニューであるカツ丼を好んでいるなど楽観的な性格で飄々としているが、いざという時は頼りになる。幼少時に母親と死別しており、父親に捨てられて祖母に育てられた。カジが推進するフレンドシップ計画が発動された際には反対を唱えるなど正義感が強いが、それゆえにやや短絡的で他の隊員（特にサトミなどの女性隊員）と対立することが多い。『EVOLUTION5部作』では悪意がない植物生命体を「化け物」と誤解して攻撃してしまったこともあった。名前を覚えるのが苦手で、サトミのことを「ミサト」と呼び間違えた過去がある。
ミズノ・タクマ
演 - 古賀亘
科学部門出身で、分析や整備などの担当で、知性派であり、実戦は不得意ではあるが、身のこなしが俊敏で、射撃やウルトラホークの操縦なども得意。少々理屈っぽい不器用な真面目人間だが、熱い感情をその心に秘めている。テレビ版第7話に登場したミズノ隊員との関係は不明。
ハヤカワ・サトミ
演 - 鵜川薫
平成版のヒロイン的役割を担う。格闘技と射撃ではウルトラ警備隊でナンバー1の実力を誇る。カザモリに対して君付けで呼び、弟扱いしている。幼少期に父・イチロウ（並樹史朗）の友人である辺見芳哉（赤星昇一郎）に読んでもらった空想科学小説『空飛ぶ大鉄塊』をきっかけに、地球防衛軍を目指した。オメガファイル事件の後はカザモリと同時に予備役となって別荘で童話を執筆していたが、『EVOLUTION5部作』の途中から復帰。第3話で凶弾に倒れて殉職するが、M78星雲とは別の惑星からやって来た恒点観測員とともにセブンを地球に導いた。
『EPISODE：0』では、ノンマルト事件によって地球防衛軍の姿が理想と大きく離れてしまったことと、セブンが化身したカザモリに恋心を持っていたことがウルトラ警備隊から離れた動機として語られている。
- 『EVOLUTION5部作』での死亡シーンは、脚本では流れ弾に当たって死亡するという描写で最初はその通りに撮影が行われたが、演じる鵜川はこれをサトミらしくないと感じて監督に直訴し、人を庇って死ぬという描写に改められた。

ホンジョウ・ルミ
演 - あだち理絵子
主に基地の作戦室内での通信業務や情報処理を担当する。サトミとは仲がいい。かなりの酒豪。明るい性格のムードメーカーで、天然ボケな面もあるが、解析能力や情報収集に優れ、オメガファイルを探し出した。実戦に初参加した際には、敵を前にして気絶してしまった。
キサラギ・ユキ
演 - 勝村美香
『EVOLUTION5部作』で、地球防衛軍特殊部隊から転属。男勝りな言動を見せ、他の隊員に対してもタメ口を利いている。幼少時に両親から虐待を受けていた過去があり、当初は人間に対して不信感を持ち、独断専行型の性格で他人に心を許さなかったが、次第に他の隊員たちと打ち解けていった。元々は特殊部隊所属だっただけとあり、射撃や格闘技の実力は相当なもの。特殊部隊時代にアカシックレコード絡みの任務を担当して生還したが、その時の一部の記憶を失っている。その正体はネオニューロンが頭脳に共生した共生体のミュータントで、終盤でその力に覚醒してカザモリをアカシックレコードに導いた。
ライトノベル『ウルトラマン妹』にも同名の人物がいる。

## 装備
ウルトラ警備隊は数々の特殊な装備を持ち、状況に応じて使っている。

### 銃器類・特殊装備
隊員服
ウルトラ警備隊の専用戦闘服。ヘルメットと同質の強化繊維を使用した詰襟タイプのツーピースで、耐熱・耐寒・耐衝撃性・防弾機能と気密性に優れ、宇宙空間ではヘルメットや酸素ボンベとの併用で簡易タイプの気密服にもなる。第4話でゴドラ星人に宇宙空間へ上げられたマックス号から脱出する時にその機能が活用された。ダンは胸ポケットにウルトラアイを入れている。
基本デザインは変わっていないが、初代テレビ版のライトブルーから、平成シリーズではグレーへと基調色が変更されている。アクセントに白線が入っている。履物は白皮のショートブーツ。パーソナルバリヤーを装備している。
- デザインは成田亨が担当。『ウルトラマン』の科学特捜隊の隊員服より、高度なSF感と劇中に登場する超兵器とのイメージが統一されたものとなった。アマギ隊員役の古谷敏が後年にインタビューで明かしたところによれば、役に決まったことを報告しに行った際、成田は古谷に合わせてデザインしたことを明かしたという。
- 衣裳は京都衣裳が製作を担当。腹部にある蛇腹はビニールレザー製。撮影で使用されたもののうち、キリヤマ用のものは、1974年ごろに倉庫整理で処分される予定であったものを、特撮監督の原口智生が引き取った。

ヘルメット
地球防衛軍制式仕様だが、防衛軍一般隊員用は白無地なのに対して、ウルトラ警備隊用は頭頂部が赤。シールドの先に呼吸用ボンベの接続口があり、宇宙空間で使う時はシールドを完全に閉じて接続口が口の前に来るようにする。首の部分の隙間はエアーカーテンで気密される（また、ヘルメットのシールド部分だけを閉じれば、防毒マスクとしての役目を果たす）。中期以降は接続口の中央部に丸いモールド（接続用にネジを切ったもの）があるタイプに更新された。また、頭頂部の突起内に顆粒タイプの非常食が仕込まれている。
- 初期のヘルメットは『ウルトラマン』の科学特捜隊用のヘルメットを改造したものであったが、傷みが早かったので比較的早い時期に新規に制作され、初期の物はクラタ隊長用や一般隊員用に再改造され、結果的に「防衛軍規格（統一）型ヘルメット」という印象を醸し出していた。

ビデオシーバー
全隊員が左腕に装備する耐熱、完全防水の腕時計型通信機。スクリーンの内部に小型ビデオが、本体の小さな穴にマイクとスピーカーが仕込まれており、モニターには鮮明な映像が表示される。強烈な妨害電波により通信不能になることも多かった。
ポインターやウルトラホークに搭乗している時は、音声のみの搭載無線が多用されている。
時計機能は搭載されておらず、下記・オメガの腕時計を別途装備している。
- 撮影で使用されたものは金属製。

オメガ・スピードマスター
全隊員が装備するスイス、SMHグループ傘下のオメガ社製機械式クロノグラフ。ビデオシーバーを左腕に装着する関係から右腕に装着する。
現実世界ではNASAの宇宙飛行士の標準装備として、また初めて月に降り立った腕時計として宇宙開発の歴史に名を残している。
ウルトラガン
地球防衛軍の制式銃で、ウルトラ警備隊員だけでなく防衛軍一般隊員も装備している。基本は小型のレーザー銃だが、先端のアタッチメントを替えることでパワーを調節してショックガンやビームガンにもなる。初期には銃後部下に羽根状の突起が付けられていたが、下の突起が手に当たって立ち回り上不都合なため、後に半分ほどカットされた。ゴドラ星人（等身大）、ワイルド星人、ユートム、グモンガ、バド星人（等身大）、シャプレー星人、ブラコ星人、シャドー星人、キル星人、プラチク星人、ダンカン人間体（吉原正皓）、テペト星人、ロボット長官（成瀬昌彦）とロボット署長（森塚敏）の率いる哨兵、ゴリーを倒した。
平成セブンの第1作『太陽エネルギー作戦』以降に登場する隊員の携帯武器は実弾銃仕様でアタッチメントの装着で、ビームガンやショックガンとして使用可能。また、『ULTRASEVEN X』にも同名の武器が登場しているが、形状は大きく異なる。
エレクトロHガン
主にフルハシやソガが使う速射ロケット砲で、第11話から登場した。第38話ではセブンがミクロ化してこの銃器の弾丸となってクレージーゴンを倒した。
- 『ウルトラマン』第38話で科学特捜隊が使ったニードルS80のプロップの流用。

パラライザー
麻痺効果のあるレーザーを打ち出す麻酔銃の一種。メディカルセンターの装備品。劇中での使用は第2話のみ。ワイアール星人の仕業により医務室で変身した植物人間（大村千吉）を生け捕りにするために使った。
- プロップのベースは『ウルトラマン』のマルス133。

スパイダー
第18話に登場する大型熱線砲。別名バーチカルショットガン。グモンガを粉砕した。
- 書籍『ウルトラセブン研究読本』では、プロップは『ウルトラマン』のマッドバズーカの改造ではないかと推測している。

小型爆弾
隊員が携帯する手榴弾のような爆弾。劇中での使用は第7話のみで、キュラソ星人のスペースポニーの爆破に用いた。
超威力爆弾ライトンR30
第15話に登場する小型の超威力爆弾で、発射にはバズーカ砲を使用する。地球防衛軍ワシントン基地のドロシー・アンダーソンが開発した物で、ペダン星人が使用している特殊金属を破壊できる「ライトンR30」という物質を使用している。ペダン星人に消された記憶が戻ったドロシーと、六甲山防衛センターの土田博士の手によって急遽一発のみが完成。神戸港で暴れるキングジョーに対してソガが使用し、一撃で撃破した。
『ウルトラマンメビウス』第11話には、改良型の宇宙機雷ライトンR30マインが登場している。
MS爆弾
第17話で使われたマグマライザーに積載された岩盤爆破用爆弾。多数手動でセットしてユートムが作り上げた地底都市を爆破した。
ダブルバレル・ライフル
地球防衛軍の一般隊員が主に使用する銃身が2つあるライフル銃。第11話ではフルハシがワイルド星人に対して使用する。
シングルハンド・ライフル
第11話に登場。ウルトラガンよりやや大型の実弾型の熱線銃。ソガが使用し、ワイルド星人を射殺した。
火炎銃
第25話に登場。携行式の小型火炎放射器でガンダーに対して使用されたが冷凍ガスに押し負けてしまう。
超高性能火薬スパイナー
第28話に登場。地球防衛軍が開発したニトログリセリンの数千倍の威力を誇る高性能爆薬で、その高性能ぶりからキル星人に狙われた。ウルトラセブンはこれを利用して恐竜戦車を倒した。『帰ってきたウルトラマン』第6話にも名称のみ登場する。
- 名前の由来は、スナイパーの捩りで、上原正三の未撮影シナリオ「300年間の復讐」のプロット段階のタイトルとして使用されたのが初出である。

スマートガン
第38話に登場。アンヌがクレージーゴンを足止めしようとして使用した。
スパイナーガン
スパイナーを応用した銃で、発射口が2つある。劇中未登場。
高性能爆弾
サトミがスターゲイトを破壊するために仕掛けた。
ストラグル7000
サトミがボラジョの実を焼却する際に使ったライフル状の高性能火炎放射器。
特殊噴霧装置
第1話でクール星人の見えない宇宙船への対策として、入隊前のダンの発案により製作された。これにより宇宙船に赤く着色して可視化することに成功した。
マグネリウムエネルギー発生装置
第40話でガッツ星人に磔にされたセブンのテレパシー通信を受けて、活動に必要なマグネリウムエネルギー（水素の核融合で生じるエネルギー）を合成するために製作された。中核部にはフルハシの知人の女性ラリーレーサー・夏彩子（新井茂子）がアフリカから持ち帰ったダイモード鉱石が使用されている。一度目はホーク1号、二度目はマグマライザーに搭載され、セブンのビームランプにエネルギービームを供給した。
後に『ウルトラマンメビウス』でもグローザムに磔にされたメビウスを救うためにGUYSが「マグネリウム・メディカライザー」を使用している。
放射線透視装置
ダンが設計、アマギが製造し、シャドー星人のアジトを発見するのに使った特殊レンズ機。放射線を出して見えない敵を発見することが出来る。
大気探知機
『誕生30周年記念3部作』の第2話で登場し、不動岳の火山性ガス発生の調査で使われた。
高性能生命アナライザー
ミズノが開発し、ヴァルキューレ星人の残存波動を感知する際に使った調査分析用の特殊装置。
スキャニングマシン
『ウルトラセブン1999最終章6部作』の第5話でラハカムストーンに刻まれた文字を解読する際に使ったスーツケース型の分析機。

### 航空機
ウルトラホーク1号
型式名「TDF UH001」。垂直離着陸機能を有し、中央胴体部を成すα号 (UH001-1) 、ダブルデルタ翼前部のβ号 (UH001-2) 、主翼部のγ号 (UH001-3) の3機に空中で分離・合体し、フォーメーション攻撃を行う主力大型戦闘攻撃機。戦闘だけではなく爆撃・偵察・哨戒にも使用可能な多目的機である。合体時はα号コクピットがメインコクピットとなり、最大6名まで搭乗可能。β号は並列複座、γ号は三座である（第7話より）。それぞれパイロット1名ずつで運用可能であり、また合体時も1名で操縦できる。合体状態では追加装備なしで宇宙空間に行くことが可能。分離・合体操作は手動で行い、特に飛行中の合体には高度な操縦技術を要する。第7話でキュラソ星人にβ号が奪われた際に、人質となったアンヌの救出を行うために空中で合体した。そして最終話では、瀕死のセブン＝ダンを援護するために、警備隊全員とクラタ隊長が分離した三機に分乗して総出で援護攻撃を行った。
特徴的な甲高いエンジン音はF-104の爆音を流用している。
主兵装はα号、β号、γ号共に対空対地兼用のレーザーとミサイル。その他オプションでロケットランチャー、特殊噴霧装置、降下式磁気密着爆弾マグネチックセブン、平成版ではホルバスターミサイルに冷凍弾、大型ミサイルなどの特殊弾頭兵器があり、ポインターも懸吊可能である。ロケット機関とジェット機関の両方を搭載しているため、大気圏内外のどちらでも飛行が可能で、宇宙空間では燃料が切れても緊急用ロケットの噴射である程度の飛行は可能（第35話）。
ビラ円盤、メトロン円盤、スペル円盤、ブラコ円盤、シャドウマン円盤、ペロリンガ円盤、フック円盤を撃墜した。また、ホーク3号と共同でアイロス円盤を撃墜している。そのうちビラ円盤は、撃墜後、セブンのアイスラッガーで断頭されたビラ星人の上に墜落・炎上し、間接的に星人にとどめを刺している。この他、マグネチックセブンを投下して、ボーグ円盤を木端微塵にしたこともある。
発進時は、格納庫からエレベーターによって水平移動し、二子山の山腹がスライドして姿を現した第4発進ゲートに到達すると、主力エンジンからジェットを噴射してそのままカタパルトから無滑走で離陸する。この時に基地内部が露わになってしまうことが極東基地の弱点の一つである。発進に要する時間は1分以内。
唯一、3機ともに破壊された例は第32話「散歩する惑星」で、リッガーに蹴飛ばされ完全に破壊されている。
劇中では長きに渡って使われているという設定で、平成版のホーク1号は既存の機体を改修し、エンジンや電子機器などのアビオニクスをアップデートして使用している（分離・合体は描写されていない）。
『ウルトラマンメビウス』第24話でジェットビートルとウルトラホーク3号と共に飛行するシーンがある。
- デザインは成田亨によるもので、当時企画のみで終わった東宝の特撮映画『空飛ぶ戦艦』に登場する主要メカ「空中戦艦（NOO戦斗艦）」としてデザインされていた物を流用し、リライトしたもの。
- ミニチュアは郡司模型製作所が製作した。場面によって180センチメートル、90センチメートル、45センチメートルのミニチュアを使い分け、分離可能な木製の6尺モデル、発進シーンなどで用いられた分離不可能なブリキ製の3尺モデルなど複数種類が存在する。
  - 6尺モデルは、特撮監督の原口智生が所有しており、撮影当時の状態に忠実に修復している。3尺モデルは、円谷プロで廃棄されていたものを原口が修復して型をとり、FRPで複製している。

- 発進シーンで格納庫に響く管制官のアナウンス「フォースゲートオープン」（第四ゲート開け）の声は監督の満田かずほによるもの。
- 『機動警察パトレイバー』後期OVAシリーズ第15話「星から来た女」は円谷プロ公認のパロディ回で、地球防衛組織CLAT（Creature from Luna Attack Team）所属機として計3機のウルトラホーク1号が登場している。この機体は原型機と比較すると、尾翼が双垂直尾翼になっているなどの差異がある。

ウルトラホーク2号
型式名「TDF UH002」。マッハ5で飛行する、ロケットのような形状をした宇宙戦闘艇。宇宙での戦闘、救助作業などが主な任務。宇宙ステーションV3とのドッキングが可能で、連絡や調査実験にも用いられる。船体中央の内部は太陽熱を吸収する金属で覆われていて、その内部で吸収した太陽熱を電気に変えて蓄える大型の太陽電池を内蔵している。太陽電池の前部下面は太陽電池に蓄えた太陽エネルギーを動力に変換する太陽光吸収パネルになっている。乗員は最大4名だが、席は2名のみである。
原子力機関によるイオンロケット推進システムを搭載し、大気圏内ではジェットエンジン、宇宙空間ではイオン推進で飛行し、格納サイロへの垂直着陸や直接基地からの大気圏離脱が可能。武装は機首のレーザー砲で、イカルス円盤、プロテ円盤を撃墜した。
格納サイロおよび発進口はホーク1号用カタパルト前方の真下にあり二子山内部から、垂直発進する。
第3話でウルトラ警備隊が身柄を拘束していた少女（ピット星人）に奪われて基地からの脱出に使われた。また、第48話で宇宙パトロール中のダンがゴース星人の円盤に撃墜されて墜落し、ダンの救出後に大爆発したとアンヌが語っていた。平成セブンシリーズなどの後年の作品には登場していない。

ウルトラホーク3号
型式名「TDF UH-3」。ホーク1号と同様の垂直離着陸機能を有し、偵察やホーク1号の支援にも用いられる多用途戦闘攻撃機。開発当初は輸送機やパトロールとしての性能が重視されたが、内部の度重なる改良によって飛躍的に戦闘力が向上し、旧地球防衛軍の所有していたものから性能向上が図られ、限りなくウルトラホーク1号に近い機動性や運動性能を有するに至った。パイロット1名でも運用出来る大気圏内専用機で、最大搭乗人数は5名と推測される。主兵装は対地、対空兼用のレーザーとミサイル、主翼下部の三連装ロケットランチャーで、オプションで三連装大型ロケット弾ポッドを付けることもある。また、内蔵するカーゴベイにマグマライザーを格納し、その輸送にも使われる。緊急時用の自爆装置も搭載されている。
ビラ円盤、テペト円盤、フック円盤を撃墜した。また、ウルトラホーク1号共々ビラ円盤を撃墜し、巨大化していたビラ星人にとどめを刺したほか、機体中央下部のランチャーからの爆弾でギエロン星獣を一度は倒した。
第22話では、ダンが搭乗した一機がブラコ円盤に撃墜された。
発進口は人工の滝でカムフラージュされており、格納庫から水平移動して2重のゲート扉を開けたのち滝の水流を突き破って発進する。
平成セブンシリーズには『1999最終章6部作』第1話から登場。この回では、ヴァルキューレ星人に憑依された人物が操縦し、市街地の爆撃に使用されてしまった。
『ウルトラマンメビウス』第24話でジェットビートルとウルトラホーク1号と共に飛行するシーンがある。
『機動警察パトレイバー』後期OVAシリーズ第15話「星から来た女」にCLAT所属機として登場している。
- ウルトラホーク1号同様、『空飛ぶ戦艦』の主要メカ（NOO戦斗艦）のデザインを流用したもの。

ウルトラガード
実在の戦闘機に似た形状で、3人が搭乗でき垂直離着陸機能を有する。武装は主翼下部にあるロケット砲。第30話で初登場し、地球防衛軍の新隊員候補生の訓練のため迷彩タイプの2機で模擬戦を行った。第38話では前半の戦いでβ号が撃墜されたウルトラホーク1号の代わりに登場し、2機がバンダ星人の宇宙船やクレージーゴンを攻撃するのに使用されたが、ダンが搭乗していた1機がクレージーゴンに撃墜された。
劇中には機体名が呼ばれる場面はない。
F-4ファントムII
第1話のウルトラホーク1号の初登場シーンで、ホーク1号の下に1機のみ登場。実戦には投入されていない。

### 車両・潜航艇
極東基地を基点として日本各地にシークレット・ハイウェイ（地下高速道路）が通じている。その存在は秘密とされており、ウルトラ警備隊の車両のみが通行でき、最高速度規制もないので、渋滞を避けて日本各地に急行できる。

ポインター
型式名「TDF PO-1(2)」。地上戦およびパトロール用として開発された数々の特殊装備を内蔵した高性能水陸両用車両。ロータリーエンジン搭載。なお最高時速の365キロメートルで走る時は自動操縦に切り替えられる。「品川」ナンバー。第39話で、ガッツ星人により1台が破壊されている。
第5話では、赤色警光灯がついたポインター"TDF PO-12MP"がほんの一瞬だけ登場する。
平成版にも同名の車両が登場するが、モデルチェンジされており、水陸両用機能はオミットされ、攻撃武器の描写はない。
- 第4話の基地のカーポートで複数のポインターが待機するシーンは合成で表現されている。シークレットルートは、放送当時のTBS地下駐車場が使用されている。

ポインターの能力（初代テレビ版）
下記の他に赤外線暗視装置なども有するとされている。
スモークスクリーン装置
ラジエターグリルから煙幕を噴射し、敵をかく乱させることができる。
小型ジェットエンジン
車体を浮かせる力を作り出すホバー推進用の装置。
光波バリヤーシステム
ウインドウ部分が防弾構造になっており、光波バリヤーで車体全体に張って敵からの攻撃を防ぐ。ハンドル横のスイッチで作動する。小説『ウルトラマンメビウス アンデレスホリゾント』では、科学特捜隊のバリヤーマシーンの改良型とされている。
ウルトラミサイル
連射式三連装ミサイルランチャーがリアウィンドウ内に2基搭載されている。
透視光線ライト
フォグランプ部に2個取り付けられている。その脇には煙幕噴射装置も装備されている。
ホバーシステム
車体下部にあるジェットエンジンの噴射で車体を浮かせる。水上走行や短時間の飛行も可能。
特殊ゴムタイヤ
絶対にパンクをしない特殊なゴムで作られている。
レーザー光線銃
車体前部のヘッドライト下部に砲塔が2門備え付けられている。
ニードルレーザー砲
サイドミラーに内蔵されたレーザー光線銃。
レーダー探知機
インストルメントパネルに搭載されている。
地中探知用レーダー
車体下部からせり出した地中探知用レーダー。
ポインターのベースになった車体
1. 初代テレビ版：クライスラー・インペリアル1957年式
ベース車は4ドアセダンの、典型的な1950年代デザインのアメリカ高級車だが、フロント周りを大改造し、後部に整流板を取り付けたためスポーツカーのようなスタイルを持つ。車体の黒いラインは当初青だったが、美術担当の成田亨が「俗っぽく見える」という理由から塗り替えたもの。ドアにはウルトラ警備隊の紋章が描かれ、ナンバーは「P-1」。フロントグリル上とルーフに「TDF PO-1」、後部には「TDF」と黒文字で大書されている。左ハンドル車だが、シーンによってフィルムを反転させているので、右ハンドルのシーンもある。また、第4話では複数台が駐車場に並んでいるシーンがあるが、これは合成で増やしたもので、改造されたインペリアルは1台だけである。
キリヤマ隊長を演じた中山によると、整流板を外した状態で出演者の送迎にも用いられており、目立つので信号待ちの時には非常に恥ずかしかったという。特技監督の有川貞昌の長男は、有川が自身の車を修理に出していた際に、ポインターを代車として通勤していたと証言している。
撮影では故障が多く、ギアが故障してバックしか出来なくなったためにバックで走る映像をフィルムを逆回しにして撮影したこともあった。
撮影に使用された車両は、放映終了後に各地のイベント会場を転々としたあとに廃車となり、解体されてしまったという説と、幼稚園に寄贈されたが焼失したとの説がある。
『私が愛したウルトラセブン』には初代テレビ版のレプリカが作中に登場する。ベース車種は不明だが、右ハンドル仕様である。
有川の長男は、有川がポインターのミニチュアを自宅に持ち帰っていたと証言している。
2. 太陽エネルギー作戦：三菱・GTO
3. 地球星人の大地：三菱・パジェロ
放送時はポインターではなく、防衛軍一般車両として設定されていた。そのため車体には[PO]の文字が付いていない。
4. 誕生30周年記念3部作：ホンダ・NSX
5. 1999最終章6部作：いすゞ・ビークロス
いすゞ自動車とのタイアップによる。
6. 誕生35周年EVOLUTION5部作：三菱・パジェロ

三菱・ジープ
第15話で登場し、神戸港での戦闘で使われた。ライトンR30爆弾でキングジョーを仕留めた。
『大怪獣バトル ULTRA MONSTERS NEO』第2弾の援軍カードに「コンバット・ジープ」という名で登場。フルハシ、ソガ、アマギが搭乗しており、効果は「相手がロボットであれば、ディフェンスを500さげる」というものであった。
警備隊4WD
『誕生30周年記念3部作』でポインターのサポート用に使われた非武装車。ベースはホンダ・CR-V。

マグマライザー
型式名「TDF MR1」。12日間連続の地中活動が可能な地底戦車。単独操縦も可能。前面の特殊金属製ジェットドリルと車体横の円盤状のドリルで岩盤を粉砕して進み、ドリルで砕けない岩は車体前部からの岩石破壊光線とレーザー光線やガス状の物質を併用して爆破する。地上戦ではロケット砲で武装する。
ガッツ星人の戦陣を潜り抜けてマグネリューム・エネルギー弾でセブンを復活させたり、ウルトニウムの捜索などで活躍している。また、第30話では複数台存在する描写が見られる。遠隔操縦による攻撃や走行も可能で、最終回では爆弾を積んで自動操縦でゴース星人の基地に突入して自爆した。プラチク星人に奪われたこともある。初使用は第17話。
朱川湊人の小説『ウルトラマンメビウス アンデレスホリゾント』では、マグマライザーの地底潜航システムは、かつてペガッサ星人が地球に持ち込んだ地球破壊用の爆弾に備えられていた装置（岩石を音波で砂レベルで破砕するシステム）を利用しているとされ、アライソに「初のメテオール」と呼ばれている。同作にはアライソが整備していた車両が登場した他、マグマライザーの技術を応用した戦闘機ガンスピンドラーが登場した。

ハイドランジャー
型式名「TDF HR-1」「TDF HR-2」。高い戦闘能力を持つ地球防衛軍の高性能戦闘潜航艇で、極東基地には常時2隻がドックに配備されている。海底での警備や探索を主な任務とする。推進機関にハイドロジェットを持ち、搭乗時には通信用のインカムや救命胴衣を着用する場合もある。ウルトラ警備隊の専用装備ではなく、一般隊員が搭乗中にサロメ星人に撃沈されたことがある。武装は、ミミー円盤を撃墜した艦橋基部のレーザー砲と、ノンマルトの海底都市を破壊した大型ミサイル。その他に、連続発射を可能とする高性能魚雷と、海上での戦闘で使用されるロケット砲がある。初登場は第14話。
- 撮影のたびにコクピットが組まれている。ミニチュアは60センチメートル、90センチメートル、2メートルのものが存在する。

## ウルトラ警備隊以外の地球防衛軍
地球防衛軍は、あらゆる侵略から地球を防衛するために結成された国際的な軍事組織である。英語表記はTDF（Terrestrial Defense Force）。総合本部はパリにあり、アジア全域を包括する極東基地の他に、ワシントン、モスクワ、ロンドン、ベルリン、北極、シドニー、カイロに支部を置く他、地球防衛軍の国際会議場である六甲山防衛センターや新技術の研究・開発を担う南極科学センター、宇宙ステーションV1～V3や月面基地などの宇宙基地を持つ。

### 極東基地
極東基地は機密保持のために静岡県の富士山麓の地下数百メートルに建造された、防衛軍の中でもっとも防衛設備が整った基地である。その地形や自然を利用して厳重にカムフラージュされた基地内に3000人ほどの隊員が勤務。ウルトラ警備隊の作戦室、アンヌも勤務しているメディカルセンター、各隊員の個室、燃料室、動力室、各メカの格納庫に発進ゲート、超感度レーダー施設、来客用のホテルなど最新の設備と兵器を装備し、地下鉄道や専用のシークレット・ハイウェイも存在する。基地内にはテレビや映像モニターの類がほとんどなく、コンピュータの出力装置が紙テープだったり、録音機材にオープンリールを用いている。侵略宇宙人の侵入を許してしまうケースも少なくなかった。第49話ではゴース星人円盤の直接攻撃を受けて甚大な被害を蒙っている。
『太陽エネルギー作戦』の時点では「富士山麓の極東支部」というナレーションがあるが、オリジナルビデオ版の時代には東京湾岸地域に移転されている。この基地については、防衛軍基地爆破作戦の際にシラガネ隊長が発した「防衛軍創設時からある工事用通路」という言葉から新たに建設されたものではなく、創設当時から存在した防衛軍関係施設に移設したことがわかる。小説『ウルトラマンメビウス アンデレスホリゾント』では、極東基地跡地に宇宙船の発射基地が建造されたことが語られている。
小説『EPISODE：0』では、オリジナルビデオ版の時代になっても富士山麓の地下に位置している。続編『EVOLUTION』序盤にて爆破されたが、ガルト星人打倒後にまたも富士山麓に建造される描写がある。
- セットは東京美術センターのステージNo,6に組まれ、派手なパネルのような装飾を排し、広い面積に粗い目の壁紙を使用することで落ち着いたトーンに統一している[58]。前作『ウルトラマン』の科学特捜隊の司令室も広くて撮影ポイントの多いものに仕上がったため、細かな演出やカメラワークが可能となった[58]。
- ダン役の森次晃嗣によれば、『セブン』の撮影当時における作戦室の自動ドアは自動ではなくスタッフ2人が開けていたため、タイミングが合わないと撮り直しになっていたそうである[59]。

#### 参謀本部
フルハシ・シゲル参謀については、#フルハシ・シゲルを参照。
ヤマオカ長官
演 - 藤田進
55歳。極東基地の最高司令官。侵略者に対して毅然とした態度で臨む一方、現場の隊員に対しては常に理解を示す。ダンをウルトラ警備隊に推薦。「史上最大の侵略（後編）」では、ゴース星人の要求に対し、自分たちが時間稼ぎをする間にキリヤマたちには敵の基地を探すように命じた。この作戦は功を奏し、史上最大の侵略はすんでのところで防がれた。
タケナカ参謀
演 - 佐原健二
『ウルトラセブン』
40歳。ウルトラ警備隊担当であり、キリヤマ隊長が不在時に代わって同隊の指揮を執ることもある行動派。「史上最大の侵略（後編）」では、ゴース星人の降伏要求に対しヒートアップする隊員たちを制止しており、誰よりも冷静さを見せていた。
『平成ウルトラセブン』
極東基地の長官に昇格しており、未登場の『EVOLUTION5部作』では消息について語られなかったが、小説版『EVOLUTION』ではイナガキ参謀の工作で名誉職に追い込まれたものの、極東支部再建のために招集される姿が描かれた。
『ウルトラマンメビウス』
全世界の「GUYS」を統括する最高責任者（最高総議長）として登場。かつてGUYS JAPAN総監のサコミズ・シンゴとともに「科学特捜隊」を率いたアストロノーツの一人で、サコミズを「サコっち」と呼ぶほど親交が深く、信頼関係は固い。老齢ながらもその観察眼は確かで、GUYSのメンバーの成長を一目で言い当てるほど。ウルトラ警備隊以前には科学特捜隊とも関わっており、「MAT」以降の防衛チームにも何らかの形で関わっていた模様。
- 佐原は、『セブン』当時と同じ芝居では逆にリアリティがないと考え、年齢を重ねたことで角が取れて静かにどっしり構える人物として演じた。
- 佐原が『ウルトラQ』で主人公・万城目淳を演じた縁で、登場時のBGMは『ウルトラQ』のタイトルバックのアレンジである。

マナベ参謀
演 - 宮川洋一
42歳。タケナカ同様にウルトラ警備隊担当であり、警備隊の指揮を執ることもある。ワシントン基地に出向していたことがあり、その時に一度ベル星人と遭遇している。第6話ではペガッサ星人の救出を念頭に置かずにペガッサ市の爆破を命じたり、第32話では3名の隊員たちを犠牲にしてでも新型ミサイルを発射して極東基地全体を守ろうとするなど、職務を優先した非情な決断を下すことが多い。
ヤナガワ参謀
演 - 平田昭彦
第1話にのみ登場。全面降伏を勧告するクール星人に対して強く反発した。
ボガード参謀
演 - フランツ・グルーベル
ワシントン基地から出向。第1話にのみ登場。脚本段階では第18話に再登場する案もあった。
ヒロタ隊員
演 - 大橋一元
射撃大会の参謀本部代表で、ソガとは同期の友人。射撃の腕前においてはライバルでもあり、そこをペガ星人に付け込まれて利用されてしまう。最後はソガに射殺された。
サガミ副長官
演 - 松熊信義
『太陽エネルギー作戦』に登場。極東基地の副長官。地球環境保全委員会の進行を務めた。
イナガキ参謀
演 - 野口雅弘
平成版に登場。『最終章6部作』では保安部とともにオメガファイルの隠蔽工作のほか、キリヤマ隊長やノンマルトに関する記録の抹消をしていた。ディレクターズカット版ではカジにセブンの処刑を進言された際、これを否定するという面もみせている。
『EVOLUTION5部作』で地球防衛軍のトップになるが、スワ将校（神威杏次）に騙されて星人の手引きをしていた。騙されていたことに気付いてユキにすべてを話そうとするが、その前にガルト星人によって抹殺された。
小説版『EPISODE：0』では終始ウルトラ警備隊に好意的であり、オメガファイルを隠蔽する描写はなかった。その続編である小説版『EVOLUTION』では、スワ将校に協力して星人と地球防衛軍の共倒れを画策。地球防衛軍壊滅後、星人に利用されていたことを諏訪将校から知らされて絶句するところで出番が終わる。
サイジョウ参謀
演 - 西守正樹
『EVOLUTION5部作』に登場。シラガネとは対等な立場で強い正義感と卓越した洞察力の持ち主で、地球防衛軍内に星人の手引きをしている者がいるといち早く察知した。マインドコントロールされて操られたこともあったが、地球防衛軍が壊滅後も残存部隊を率いて、ウルトラ警備隊とともに星人と戦った。
ナンバラ参謀
小説版『EVOLUTION』に登場。サイジョウ参謀とともに地球防衛軍の残存部隊を率いていたが、マインドコントロールされて操られる。
地球防衛軍参謀
演 - 野口雅弘、片山滉、諏訪太朗、中野剛、吉田吉輝、他
テレビ版や平成版に登場。宇宙ステーションのミズノ隊員の報告をマナベ参謀、キリヤマ、ソガとともに聞いていた参謀など。

#### 科学班
カネダ博士
演 - 伊藤久哉
メトロン星人がタバコに仕込んだ赤い結晶が、以前宇宙ステーションV3の隊員がY星探検の際に持ち帰った宇宙ケシに似ていると分析。
ミヤベ博士（宮部博士）
演 - 野村明司
プロジェクト・ブルー計画の責任者。バド星人に拉致され、自白電波などでプロジェクト・ブルーの秘密をしゃべらされかけても最後まで耐えきり、計画の秘密を守り抜いた。グレイス（リンダ・マルソン/声：栗葉子）という妻がいる。
隊員
演 - 島田太郎
アマギに同行し、生命カメラに閉じ込められたダンや他の被害者（鈴木和夫、佐竹弘行、松井隆之他）を救出。

#### 通信班
ウエノ隊員
演 - 勝部義夫
最多登場の隊員。ピット星人が変身した少女（高橋礼子）によって硬直化されたこともあった。
ヨシダ隊員
演 - 岩本弘司
ウエノ隊員とともにサクラ9号の解体作業の様子を伺う。
野川由紀夫隊員
演 - 広瀬明
ソガの後輩。ボーグ星人に拉致されてサイボーグ手術で操られ、極東基地内部に爆弾を仕掛けた。後に手術を受けて回復し、婚約者・水木サナエ（宮内恵子）と結婚。
通信隊員
演 - 岡村春彦、尾鼻隆、上西弘次、岡田敏宏
ゴドラ星人によって負傷させられてもマックス号から地球に帰還したアマギを褒め、ペガッサ星の通信を受信した（岡村春彦、尾鼻隆）他、マナベ参謀にペガッサ星からの連絡はまだかと聞かれていた隊員（上西弘次）やガッツ星人の策略に落ちたセブンの通信を受信した隊員（岡田敏宏）がいた。

#### メディカル・センター
キタムラ博士
演 - 岡部正、松尾文人
宇宙医学に精通。
アラキ隊員
演 - 幸田宗丸
ポール星人によって氷漬けになった基地内で次々と隊員たちが倒れていく中、2度にわたってヤマオカ長官に退却命令を促す。
医師
演 - 上原正三、金城哲夫、赤井鬼介、小島岩
ワイルド星人の生命カメラの犠牲になったダンの死を確認した。そのうちの一人（赤井鬼介）はアマギが行う生命カメラの実験に立ち会ったり、別の1人（小島岩）はブラコ星人の死体を解剖した。

#### 動力班
ムカイ班長
演 - 山本廉
基地の地下18階にある動力室の現場責任者。ポール星人やガンダーの寒波攻撃で故障した動力炉の修理に全力を注ぐが、撤退命令が出た際に復旧直前で力尽きてしまう。
動力隊員
演 - 西田敏明
燃料室にキリヤマとともにアイロス星人が作り出した偽のフルハシ・アマギ両隊員を倒したダンの元に駆けつけた。

#### 広報班
広報隊員
演 - 上田耕一
ダンが資料を返しに来た時に、フクシン青年（冷泉公裕）からの電話を適当な態度で捌いていた隊員。

#### 諜報部
スズキ隊員、ミナミ隊員
共に射撃大会に参加した隊員。リヒター博士の護衛を頼まれたが、ペガ星人に洗脳されたヒロタや男たちに殺害され、ミナミ隊員はスパイの濡れ衣を着させられてしまう。その後、殺害された博士は変装した諜報部員だったことが明らかになった。

#### 研究所
係官
演 - 三上左京
スパイナー実験場の主任。
佐々木所員、本多所員
共にスパイナー実験場の所員。実験所に戻る際、恐竜戦車の攻撃で崖から落下して気絶。恐竜戦車に踏み潰されそうになるが、セブンに救出された。

#### 保安部
伊集院貢
演 - 瀬木一将
『最終章6部作』に登場した、保安部の責任者。オーパーツが封印されている秘密施設に潜入したカザモリ（ウルトラセブン）を拘束した。シラガネがキリヤマの自宅を訪問した際、オメガファイルの存在を否定しつつ焼身自殺した。

### その他の基地など

#### 宇宙ステーションV3
宇宙空間のパトロールや侵略者の侵入の阻止を目的として、侵略者に対して前線防衛基地としても機能し、静止衛星軌道上に配置されている有人宇宙ステーション。極東基地の指揮下にある。ステーションホークの部隊が所属しており、第13話ではアイロス星人の円盤、第35話ではザンパ星人に破壊された月面基地の調査に赴いており、第48話ではゴース星人の円盤に対して出撃・戦闘を行っている。この他にも名前のみ登場することも多く、第15話ではペダン星人の宇宙船団の動向を地上に伝えたほか、第2・19話でも名前のみ登場している。設定上では、中央部のドッキングゲートにウルトラホーク2号が合体可能。基地との間を隊員がホーク2号や連絡艇で往還している。第35話では天地が逆になっている。
- ミニチュアは、1972年ごろにデパートで展示販売され、特撮監督の原口智生が幼少期に購入している[66]。

クラタ隊長
演 - 南廣
ステーションホーク部隊の隊長であり、幾多の修羅場を掻い潜ってきた歴戦の勇士。ウルトラ警備隊のキリヤマ隊長とは士官学校時代からの戦友にして旧友で、彼のことは「モグラ」と呼んでいる。理性派のキリヤマとは対照的に杓子定規な了見を嫌い、任務においても理屈よりも行動を優先する無頼派だが、根は人情味に厚い人物。ゴース星人事件では失態を重ねたダンを激しく非難するが、ダンの正体を知った後の改造パンドン戦ではダンへのそれまでの振る舞いを謝罪しながらセブンを援護。改造パンドンがセブンにアイスラッガーで攻撃しようとした際、彼の攻撃で改造パンドンに隙が生じたことで、セブンは体勢を立て直すことが出来た。
石黒達男隊員
演 - 松本朝夫
6カ月ぶりの休暇を取得し、地球の本隊に帰って来た隊員。ワイアール星人に姿をコピーされてチルソナイト808の中に監禁されるが生還し、妻・ミツコ（中真千子）とともに箱根の別荘でのバカンスへ向かった。家にはシズ（森今日子）という家政婦がいる。
ミズノ隊員
演 - 山中紘
宇宙語翻訳の専門家。キュラソ星からの通信を解読した。平成版に登場するミズノ・タクマとの関係は不明。
シラハマ隊員
演 - 鶴賀二郎
クラタの部下だが、ザンパ星人に暗殺されてすり代わられてしまう。
通信隊員
演 - 大山修隆、小林正、中川英人ほか
キュラソ連邦警察から送られた極超短波を受信した隊員（俳優は不明）や、アイロス星人によって次々に撃墜されたステーションホークが帰還せずの報告を本部に送った隊員（大山修隆、小林正、中川英人）、月面基地が謎の爆発を起こしたという連絡をクラタ隊長に報告した隊員（俳優は不明）たち。
一般隊員
キュラソ連邦警察の極超電波を解読し、地球の本隊に報告しに来たミズノ隊員に同行していた。
戦闘隊員
演 - 山崎猛
クラタが搭乗していたステーションホークの隊員。ホークがアイロス星人によって被弾した際に昏倒。結果、クラタのみがホークから脱出し、この隊員は殉職した。

#### 宇宙ステーションV2
V3と同型の宇宙ステーションだが、天地が逆になっている。レーザー砲を装備しているが、所属基地などは不明。第32話では名称のみ登場し、アステロイドベルトから外れた小惑星の出現を本部に報告した。その後、第37話でマゼラン星人が放った恒星間弾頭弾が直撃し、破壊された。また、第19話にも名称のみ登場している。なお、『ウルトラマン』第38話にも同名のNASAの宇宙ステーションが登場し、Q星探査機プロスペクターの無線を中継していたが、関連性は不明。
隊員
演 - 大川義幸、佐々倉英雄
マゼラン星からの通信をキャッチし、本部に連絡した。その後、マゼラン星人が放った恒星間弾道弾が地球に接近していることを本部に報告、攻撃するがミサイルが激突し、殉職した。

#### 宇宙ステーションV1
V3と同型の宇宙ステーション。設定のみで劇中には登場していない。なお、『帰ってきたウルトラマン』第38話では同名の宇宙ステーションがナックル星人に破壊されており、ゲーム『ウルトラ作戦 科特隊出撃せよ!』第6話では同名の宇宙ステーションが地球へ向かう隕石エックスの情報を科特隊パリ本部に報告しているが、これらとの関連性は不明。また、後の作品にも「V○○」というナンバーを持つ宇宙ステーションが登場しており、『ウルトラマンメビウス』で、このナンバーは防衛隊の宇宙施設の通しナンバーだと設定された。

#### 南極基地
SST機長、SST乗務員
演 - 緒方燐作（機長）、若山真樹（乗務員）
共にユシマ博士を極東基地に送り届けるため、超音速ジェット旅客機・SSTに搭乗していた。
アーサー号艦長
演 - 佐藤功一
アーサー号でイトウ博士らを護衛中、キングジョーの襲撃を受け殉職した。
イトウ博士、グリーン博士
演 - 吉原正皓（イトウ）、エンベル・アルテンバイ（グリーン）
共に防衛会議の出席者。アーサー号内でチェスを嗜んでいたが、キングジョーに襲撃され死亡した。

#### 南極科学センター
ユシマ博士
演 - 山本耕一
29歳。博士号を5つ持つ秀才で、超遠距離レーダーの探知能力を4倍に引き上げるユシマ・ダイオードを開発。ビラ星人に「ビラ星人の心」を移植され、利用されてしまうが、セブンに微弱なエメリウム光線を受け、正気に戻った。

#### ワシントン基地
ドロシー・アンダーソン
演 - リンダ・ハーディスティー / 声：牧野和子
ライトンR30爆弾を開発するにあたっての必要な情報を握っていたため、それを脅威と見たペダン星人に誘拐されてすり替わられてしまう。無事に解放されるが、記憶を奪われてしまっていたものの、アンヌによって無事記憶が回復。ライトンR30爆弾を完成させた。
マービン・ウェップ
演 - テリー・ファンソワーズ / 声：山田康雄
極秘任務の秘密諜報部員兼ボディーガード。ウルトラ警備隊にペダン星人と間違われ、厳しく叱責した。

#### 六甲山防衛センター
第14・15話に登場。神戸市郊外の六甲山にあり、第14話ではキングジョーに襲撃される。第15話では、ドロシー・アンダーソンによるライトンR30爆弾の開発拠点となった。建物の周囲には、自衛のための無数の大砲が隠されており、遠隔操作で展開、発砲する。
- 外観は国立京都国際会館がモデルとなっている。実写映像でも国立京都国際会館が登場するが、正式な撮影許可は降りておらず、自動車の中からの盗み撮りだったという[68]。

土田博士
演 - 土屋嘉男
ドロシー・アンダーソンと共にライトンR30爆弾を開発した。相手方の科学力を冷静に見る目がある。

#### 国際核研究センター
岩村博士
演 - 吉田義夫
核の研究について世界的な権威で、ヤマオカ長官の親友。頑固者でダンやソガ、フルハシを震え上がらせた。
榊助手
演 - 北原隆
岩村博士の助手。正体はギラドラスを使って、核（ウルトニウム）を採取していたシャプレー星人であった。

#### 地球防衛国際委員会
瀬川博士、前野律子博士
演 - 向井淳一郎（瀬川）、田村奈巳（前野）
共にR1号の開発を主導したが、ギエロン星獣の件の反省から、改良型R2号の開発中止を訴えることを決意する。

#### 日本モンキーセンター
真山博士
演 - 増田順司
猿の研究家で、動物学者。アンヌの知人。ゴーロン星人に洗脳され、助手の民子と共にアンヌを猿人間にしようとするが、彼女に好意を持つゴリーに殴り倒される。セブンがゴーロン星人を倒した後、正気に戻った。
民子
演 - 西朱実
真山博士の助手。博士共々ゴーロン星人に脳波催眠され、アンヌを猿人間にしようとしたが、捕えていたゴリーに首を絞められ失神。ゴーロン星人が倒されると、正気に戻ったが、一切の記憶を失っていた。洗脳されていた時には鞭を携帯していた。
飼育係
演 - 滝恵一
モンキーセンターの飼育係だったが、ゴーロン星人の脳波催眠によって猿人ゴリーにされてしまう。

#### H.S.S開発研究所
オオタキ主任
演 - 大滝明利
H.S.S開発研究所の主任。ピット星人のピットアイの放電攻撃で激しく火花を散らしながら倒れる。

#### 第17支部格納庫
隊員
演 - 松岡稜士、三宅敏夫
ピット星人との戦いで重傷を負ったウルトラセブンを収容し、駆けつけたフルハシ隊長やカジ隊員にセブンの容体を説明した。

#### 地球環境保全委員会
スミヨシ委員長以外の委員はいずれも演じた俳優の名前をそのまま拝借している。
スミヨシ委員長
演 - 伊藤紘
クロベ・ススム
演 - 黒部進
国際経済協力会議代表。
サイジョウ・ヤスヒコ
演 - 西條康彦
国際熱エネルギー特別顧問。
ニヘイ・マサナリ
演 - 二瓶正也
ツブラヤ・ノボル
演 - 円谷皐
太陽エネルギー工学博士。
サクライ・ヒロコ
演 - 桜井浩子
宇宙気象学者。
ヨシダ・テルミ
演 - 吉田照美
宇宙植物学者。
タケウチ・ヒトシ
演 - 竹内均
地球物理学博士。

#### その他
防衛隊員
演 - 山本浩、小森威典、東隆明、金城哲夫ほか
ピット星人が化けた少女を追跡した隊員（山本浩ほか）や、ユシマ博士の滞在先の警備に当たっていた隊員、赤い結晶入りのタバコを吸って凶暴化したフルハシとソガを取り押さえようとした隊員（小森威典、山本浩）や、パラシュートの訓練の際に防衛軍機に搭乗し、ソガとアマギが降下してこないことに不審に思ったキリヤマ隊長から連絡を受け、少々うろたえていた隊員（東隆明）のほか、ポール星人によって凍結した基地内の廊下で倒れ、駆けつけたアンヌに起こされたものの、すぐに殉職してしまう隊員（金城哲夫）、ゴース星人により、基地が攻撃され、慌しく行動する隊員や、ゴース星人に伝言役にされたアマギを要求を聞き入る隊員などがいた（共に演じた俳優たちは、劇団いろは）。
レーダー管制官
演 - 丸山謙一郎、加藤茂雄
ユシマ博士が開発したユシマ・ダイオードをセットするため、ダン、フルハシと博士をレーダー室に案内した（丸山謙一郎）。しかし、それが偽者であったため、レーダーが故障。その事実をキリヤマ隊長に連絡した（加藤茂雄）。
地球防衛軍科学班チーフ
演 - オスマン・ユセフ
地球防衛会議のために来日するが、空港で何者かに射殺される。
北極圏パトロール機パイロット
演 - 小沢直平
北極圏をパトロール中、カナン星人の陰謀によって、搭乗していたパトロール機が民間ジェット旅客機と衝突して殉職した。
青木隊員
演 - 山口暁
参謀本部が推薦するウルトラ警備隊候補生。実力は確かだが自信過剰なところがあり、彼の行為が防衛軍を危機に陥れる。自らも瀕死の重傷を負うが、ダンの背後に迫ったプラチク星人を謝罪をこめて射殺し、直後に絶命した。
- シナリオでは「荒木」と記されており、桑田次郎の『少年マガジン』の漫画版でも「アラキ」というネーミングであった。

中西隊員
演 - 小倉雄三
野戦訓練中、プラチク星人に殺害されマグマライザーを奪われる。
ゼムラー教授
名前のみ登場。人工太陽計画の研究者の一人。ベルリン空港で何者かに殺害される。
リヒター博士
演 - ピェール・デューカス
人工太陽計画の最高責任者。ペガ星人に狙われる。

極東基地隊員
演 - 右田昌万
『太陽エネルギー作戦』に登場。エレキングに攻撃を加えた。
女性隊員
演 - 倉光伸枝
『太陽エネルギー作戦』に登場。H.S.S基地の異変がピット星人の仕業であることを突き止めた。
諏訪将校
演 - 神威杏次
『EVOLUTION5部作』に登場した、かつてユキ隊員が属していた特殊部隊の隊長。
小説版『EVOLUTION』では「スワリーダー」と表記。
ミク
小説版『EPISODE：0』に登場した、カジ参謀が若かりしころの恋人。特殊部隊の優秀な女性兵士だったが、ある戦闘で乗っていた輸送機を星人の円盤に破壊され、カジから贈られた指輪を遺して戦死した。

### 装備

#### 宇宙ステーション所属機
ステーションホーク
地球防衛軍の宇宙ステーションV1、V2、V3の各基地に配備されている迎撃用宇宙戦闘機。1号と2号があり、いずれも大気圏に突入出来る。
ステーションホーク1号
全長：13メートル（推定値）。第13話に登場した複座式の主力戦闘機で、固定武装としてレーザー砲とロケット砲を装備している迎撃用宇宙戦闘機。地球を目指して飛行するアイロス星人の円盤を迎撃するために宇宙ステーションV3から3機が出撃したが、クラタ隊長の搭乗機以外の2機は宇宙空間で撃墜され、円盤を追って大気圏内に降下したクラタ隊長機も不意打ちに合って被弾し、パイロットが戦死した。
- 宇宙空間でステーションホーク1号が撃墜された映像は『ウルトラマンタロウ』第52話の郷秀樹による宇宙戦争のイメージシーンに流用された。

ステーションホーク2号
第35・48話に登場する複座式の宇宙戦闘機。前者は2名搭乗、後者は1名搭乗で運用されていたため、搭乗員1名でのミッションも可能とみられる。固定武装としては機首のレーザー砲とロケット砲を機首に装備しており、月面探査車スペースタンクの搭載やメカの運搬も可能である。第35話では何者かに破壊された月面基地の調査のためにV3から月へ向かうのに使われ、第48話ではゴース星人の円盤を迎撃するために使われた。
- 第35話と第48話ではミニチュアがそれぞれ別物で、垂直尾翼や船尾のノズルなど細部の形状が異なる。

スペースタンク
第35話で登場した2人乗りの月面探査車で、6個の車輪で走る。車体にST-01と書かれている。ペテロに破壊された月世界基地の調査に赴いたクラタとシラハマ（ザンパ星人）が乗り組んだが、ペテロ出現の際に怪光線で破壊された。

#### その他宇宙用装備
宇宙爆撃艇
北極基地に配備されている。外観や諸元などは不明。新型爆弾でペガッサシティを破壊した。
宇宙観測艇
外観、諸元などの詳細は不明。8号がギエロン星獣の攻撃で破壊された。8号からの通信を作戦室で再生する場面で、第3話のゴムボート同様、録音機に「PDF」と表示されている。
探査用無人ロケット さくら9号（サクラ9号）
地球防衛軍と宇宙開発局が共同でアンノン星探査を目的として送った無人観測ロケット。調査を侵略と受け取ったアンノンによって操られて消息を絶ち、アンノンを潜ませて地球の地獄山に帰還したのち自爆した。
磁力線防御バリアシステム プロジェクト・ブルー
ミヤベ博士が開発した地球防御バリア。地球と月軌道の間に巨大な磁力線のバリアを展開することで、侵略宇宙人の地球への侵入を防ぐことを目的とした計画。作中では未完成の状態であり、宇宙ステーションV2とV3の間に試験的に展開されていた。バド星人の宇宙船1隻を破壊する成果を挙げているが、その後の運用状況は語られていない。
映画『ウルトラマンコスモス2 THE BLUE PLANET』には、電離層に地球を覆うK2電波シールドを展開するという同名の計画が登場したが、世界観が異なるため直接的な繋がりは無い。また、小説『ウルトラマンメビウス アンデレスホリゾント』には、プロジェクト・ブルーの改良型「Project Blue 2'」が登場し、GUYSスペーシーによって運用されている。
長距離自動航行宇宙ロケット スコーピオン号
電子計算機による全自動式の操縦で計器航行し、搭乗員のために冷凍睡眠装置を備えた長距離の恒星間航行用の有人星間光速ロケットで、第43話での試験航行の際はダン、ソガが搭乗した。極東基地から打ち上げられて無事帰還し、本機の成果を基に極東基地のシステム中枢部分を自動化することが決定された。
- スコーピオン号のシーンの数々は『怪奇大作戦』第13話のエンディング映像や『ミラーマン』、『トリプルファイター』第1話のデーモンのロケットと最終回の早瀬3兄妹の搭乗する宇宙船にも流用されている。

フレンドシップ3号
地球防衛軍のムーンベースに配備された、フレンドシップ計画の一環で各惑星の知的生命体の存在およびその可能性を探る探査機を担当宙域の惑星に運ぶ小型探査宇宙船で、高い汎用性とワープ航法能力を持つ。『1999最終章』の第1話で第10惑星の衛星・ヴァルキューレに無人の着床型探査システム12号機を運んだ。本機に搭乗して探査機の輸送に立ち会うことが、フルハシ参謀の退役前の最終任務だった。
ムーンベース脱出艇
ムーンベースの隊員が基地からの脱出時に使う黄色い宇宙艇で、複数機が配備されている。

#### 艦船
マックス号
全長：230メートル（推定値）。大型原子力科学調査船。武器などは特にないが、観測用の有人宇宙往還ロケット機を搭載している。ゴドラ星人に拿捕されて宇宙へ運ばれてしまう。潜水も可能で、宇宙に運ばれた際には潜水時と同様の気密状態となっていたため、内部の艦長（幸田宗丸）や乗員（上西弘次ほか）の生命は維持された。最後はセブンによって船内にいた多数のゴドラ星人もろとも爆破された。
アーサー号
小型汎用原子力潜水艦。防衛会議のメンバーであるイトウ博士とグリーン博士を極秘に日本へ移送していたが、太平洋の海底でキングジョーに襲われ、撃沈された。
- ミニチュアは後に、『マイティジャック』に登場するリトルQに流用された。

S号
要人連絡などに用いる原子力潜水艦。後述の汎用ヘリコプターを艇内に搭載し、ヘリポート甲板を備える。戦闘用ではないため、ハイドランジャーが護衛をしている。艦長（中川英人）と、キリヤマ隊長、マナベ参謀が乗り組んだ。なお艦内セットは『マイティジャック』のマイティ号の艦内セットが使用されており、ミニチュアは後に、同マイティジャックに登場する金塊を輸送する潜水艦として流用された。

#### 車両
擬装ラリーカー
レーザー砲とホバークラフト機能が内蔵されており、ラリーに紛れてスパイナーを輸送するために使われた。ベースはいすゞ・ベレット1600GT。
戦車
外見が61式戦車に似たものと第二次世界大戦でドイツ軍が使ったIV号戦車に似たものがある。遠隔操作による無人操縦も可能。プラチク星人の策略に利用されたことがある。
ガトリング砲搭載M3ハーフトラック
第39・40話で登場。荷台にはガトリングタイプのロケット発射装置が装備されている。ガッツ星人のバリアに引っかかり、数台が炎上した。
防衛軍多目的車
『誕生30周年記念3部作』の第2話で大型火器や一般隊員の輸送に使われた大型トラック。使われた実車は73式中型トラック。

#### 航空機
ウルトラガード
演習などに使われる三座式の小型戦闘攻撃機で、第30・38話に登場した。機首に虎やペガサスが描かれている。
北極圏パトロール機 JA1304F
小型ジェット機。カナン星人の陰謀により、民間ジェット旅客機と正面衝突を起こした。このシーンは『帰ってきたウルトラマン』第21話のビーコンによる怪獣チャンネルのシーンに流用されている。
連絡用SST
可変翼を持ち、超音速で飛行するジェット旅客機。ユシマ博士を乗せて本部に送り届けた。劇中では「ロケット」と呼称。
フライングダイバー（カーチスC-46）
双発レシプロ輸送機で、ウルトラ警備隊のパラシュートによるダイビング訓練にも用いられていた。型式名「TDF-TP」。降下訓練機として、第18話「空間X脱出」に登場。
大型輸送機
スパイナー輸送中にキル星人に攻撃されて墜落した。
汎用ヘリコプター（ベル47）
パトロールや連絡任務などに使われる。武器はレーザー光線。

#### その他兵器
超高性能ミサイル キリー
小惑星程度の物を破壊するほどの威力がある地対空ミサイルで、極東基地では山麓の岩肌の内部に基地固定型の発射用ランチャーがある。手動での発射も可能。
惑星攻撃用ミサイル R1号
水爆8千個分の威力があり、超兵器とも称される恒星間弾道弾。爆発には放射能が伴うため、一種の核兵器であると思われる。運用形態はICBMに近く、侵略宇宙人に対する抑止力となることを期待されていた。初回実験では極東基地からギエロン星に向け発射され、一発で完全に破壊した。しかしこれでギエロン星獣を誕生させて東京を放射能で危険に晒してしまったこともあり、改良型のR2号の開発は中止が進言された。R2号の威力はR1号の十数倍に達するという。
ワープ航法ミサイル
フレンドシップ計画で使われるミサイル兵器。惑星を破壊するほどの威力を持つ。先制攻撃を侵略者に与えるため、ワープ航法で宇宙空間を移動して目標の惑星の至近距離に接近し、到達する直前に実体化する。

## その他
2017年から、成田亨が幼少期を過ごした尼崎市の防犯ポスターに、ウルトラ警備隊のマークが使われている。